# Globe Brewing Company
Die Globe Brewing Company war eine US-amerikanische Brauerei in Baltimore. Die Geschichte der Brauerei reicht bis ins Jahr 1749 zurück; daher war sie bis zu ihrer Schließung im Jahr 1963 die älteste, fast durchgehend in Betrieb befindliche Brauerei in den USA.

## Geschichte
Die Ursprünge der Globe Brewing Company liegen in der Gründung der ersten Brauerei in Baltimore durch die Brüder John Leonard und Elias Daniel Barnitz im Jahr 1749. Bis zur offiziellen Firmenanmeldung im am 31. Juli 1888 wechselte sie mehrmals ihren Eigentümer. Die folgende Tabelle gibt einen Überblick:
| Jahr      | Eigentümer                                   | Sonstiges                                                                                 |
| --------- | -------------------------------------------- | ----------------------------------------------------------------------------------------- |
| 1749–1780 | John Leonard Barnitz, Elias Daniel Barnitz   |                                                                                           |
| 1780–1794 | John Hammond & Company                       |                                                                                           |
| 1794–1795 | John G. C. Barnitz                           |                                                                                           |
| 1795–1809 | Thomas Kerr                                  |                                                                                           |
| 1809–1822 | Joseph Leonard († 1820), dann seine Söhne.   | Bau eines Lagerkellers (1816)                                                             |
| 1822–1829 | Peter Gloninger, ab 1827 mit Edward Johnson. | Johnson war mehrmaliger Bürgermeister von Baltimore. Namenswechsel zu Washington Brewery. |
| 1829–1831 | John Krouse                                  |                                                                                           |
| 1831–1832 | Graham & Silvey Partnership                  |                                                                                           |
| 1832–1856 | Samuel Lucas                                 | Besitzer der Marcus McCausland’s Brewery in Baltimore. Bau einer Malzmahlmaschine.        |
| 1856–1871 | Francis Dandelet                             | Namenswechsel zu Baltimore Brewery.                                                       |
| 1871–1876 | William D. English, Peter Dahm               |                                                                                           |

1876 übernahm John Butterfield die Brauerei und engagierte seinen Schwiegersohn Frederick H. Gottlieb, der noch bis 1901 für die Brauerei tätig war. Gemeinsam mit den Unternehmern Herman Heinrich Hobelmann und Frederick Wehr wurde die Wehr-Hobelmann-Gottlieb & Company gegründet, die neben anderen Geschäften über die Brauerei verfügte. Für die Konstruktion einer neuen Mälzerei im Jahr 1881 wurde der Braubetrieb ausgesetzt. Erst sieben Jahre später wurde dieser nach einem weiteren umfangreichen Aus- und Umbau wieder aufgenommen – die Brauerei wurde in den Folgejahren als Globe Brewery der Wehr-Hobelmann-Gottlieb Brewing & Malting Company bekannt.
1888 wurde das Unternehmen mit einem Kapitalstock von 300.000 US-Dollar offiziell angemeldet. Im selben Jahr wurde ein Jahresausstoß von circa 32.000 Barrel erreicht, der bis zum Jahr 1896 auf 56.000 Barrel stieg. Am 1. März 1899 wurde die Globe Brewery zusammen mit 17 anderen Brauereien in Baltimore von der Maryland Brewing Company im Rahmen einer Konsolidierungsstrategie aufgekauft, darunter beispielsweise auch die Gunther Brewing Company und die National Brewing Company. Zwei Jahre später wurde dieses Konglomerat zur Gottlieb-Bauernschmidt-Straus Brewing Company umorganisiert.
Die steigende Popularität der Globe-Brauerei führte dazu, dass im Jahr 1912 von Dampfkraft zu elektrischem Strom gewechselt und ein neues Kühlhaus (1913) gebaut werden musste. 1919 wurde die Globe Brewery von der Boston Iron & Metal Company gekauft und in Globe Brewing & Manufacturing Company umfirmiert. Ein Jahr später kam die Globe Bottling & Sales Company hinzu, die als Abfüll- und Verkaufsbetrieb agierte.
Während der Zeit der Prohibition produzierte die Globe Brewery ein alkoholreduziertes Leichtbier („near beer“) namens „Arrow Special“. Mit dem Ende der Prohibition wurde der reguläre Braubetrieb wieder aufgenommen und 350.000 US-Dollar in die Expansion des Betriebs investiert. Im Juli 1935 wurde der Firmenname zu Globe Brewing Company geändert. Zu dieser Zeit produzierte die Brauerei die Biersorten „Arrow Beer“ und „Shamrock Ale“. 1944 wurde nach dem Tod des Braumeisters John Fitzgerald die Produktion von Ale eingestellt und die Rezeptur der Arrow-Marke geändert. 1947 wurden aufgrund der steigenden Beliebtheit der Arrow-Marke ein neues vierstöckiges Brauhaus und ein Getreideheber gebaut.
Von den 1940er bis 1960er Jahren nutzte die Brauerei Pin-up-Girls, um ihre Produkte zu vermarkten. Mit ihren für damalige Verhältnisse provokanten Darstellungen nackter Frauen erregte das Unternehmen viel Aufmerksamkeit in den 1940er Jahren. Zwei maßgebliche Künstler hatten an diesen Werbeaktionen Anteil: Zoe Mozart, die für ihre Werke oft selbst Modell stand, und Earl Moran, welcher auch mit Marilyn Monroe gearbeitet hatte. Sie soll für das Etikett der Marke „Perfection“ Modell gestanden haben.
Am 1. August 1963 wurde die Globe Brewing Company aufgrund wirtschaftlicher Schwierigkeiten geschlossen. Alle Marken und Rechte gingen an die Cumberland Brewing Company in Cumberland. Der Brauereikomplex wurde im Sommer 1965 abgerissen, um Platz für einen Parkplatz zu schaffen. Im April 2015 wurde das Gelände für 3,75 Millionen US-Dollar an einen unbekannten Investor verkauft.